# SN 2003hj
SN 2003hj – supernowa typu Ia odkryta 19 sierpnia 2003 roku w galaktyce M+05-36-28. W momencie odkrycia miała maksymalną jasność 17,50m.